# Hypopyra extricans
Hypopyra extricans är en fjärilsart som beskrevs av Walker 1858. Hypopyra extricans ingår i släktet Hypopyra och familjen nattflyn. Inga underarter finns listade i Catalogue of Life.